# 尤尼維特 (喬治亞州)
尤尼維特（英語：Univeter）是位於美國喬治亞州切羅基縣的一個非建制地區。該地的面積和人口皆未知。

## 地理
尤尼維特的座標為34°06′39″N 84°33′14″W / 34.11083°N 84.55389°W，而該地的平均海拔高度為324米（即1063英尺）。